# Спасопесковский переулок
Спасопеско́вский переу́лок — переулок в Москве между переулком Каменная Слобода и Арбатом. Здесь находится Храм Спаса Преображения Господня, что на Песках.

## Происхождение названия

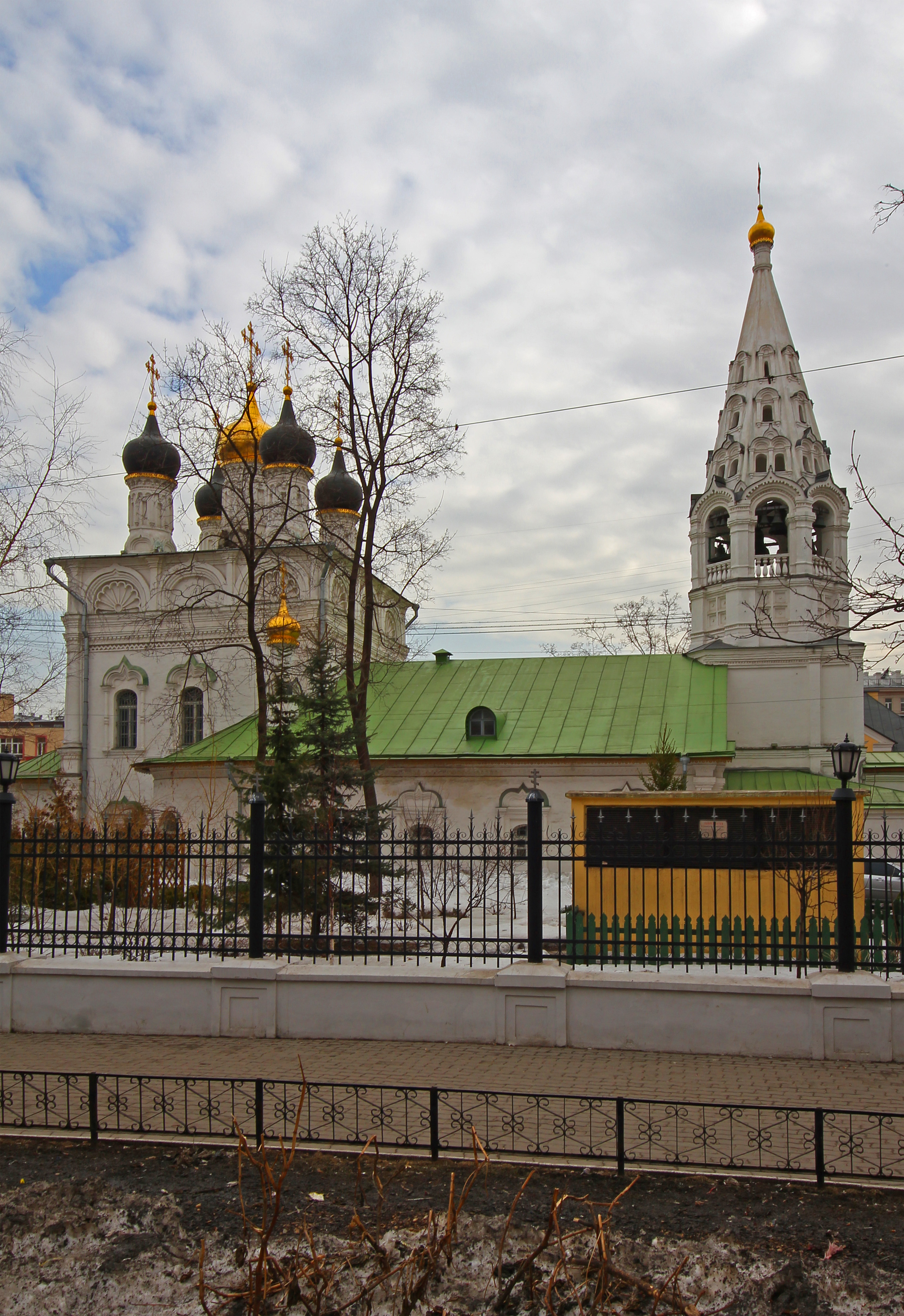
Дом 4А. Храм Спаса Преображения Господня, что на Песках.

Назван в XIX веке вместе со Спасопесковской площадью по церкви Спаса Преображения на Песках, построенной около 1711 года (изображена на картине В. Д. Поленова «Московский дворик»). Пески — название местности по характеру грунта.

## Описание
Спасопесковский переулок начинается от Арбата проходит на север, слева к нему примыкает Карманицкий переулок, а справа расположена Спасопесковская площадь, заканчивается, выходя на переулок Каменная Слобода.

## Здания и сооружения
По нечётной стороне:

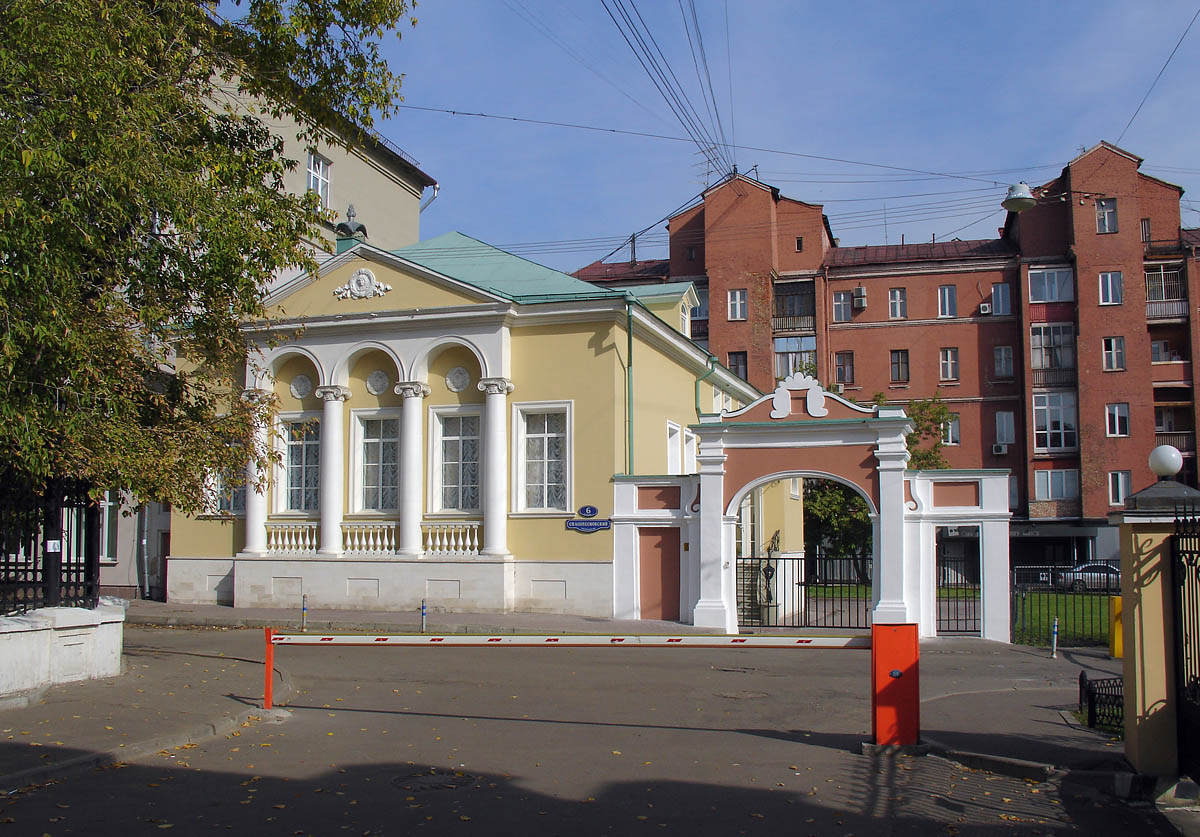
Дом 6.

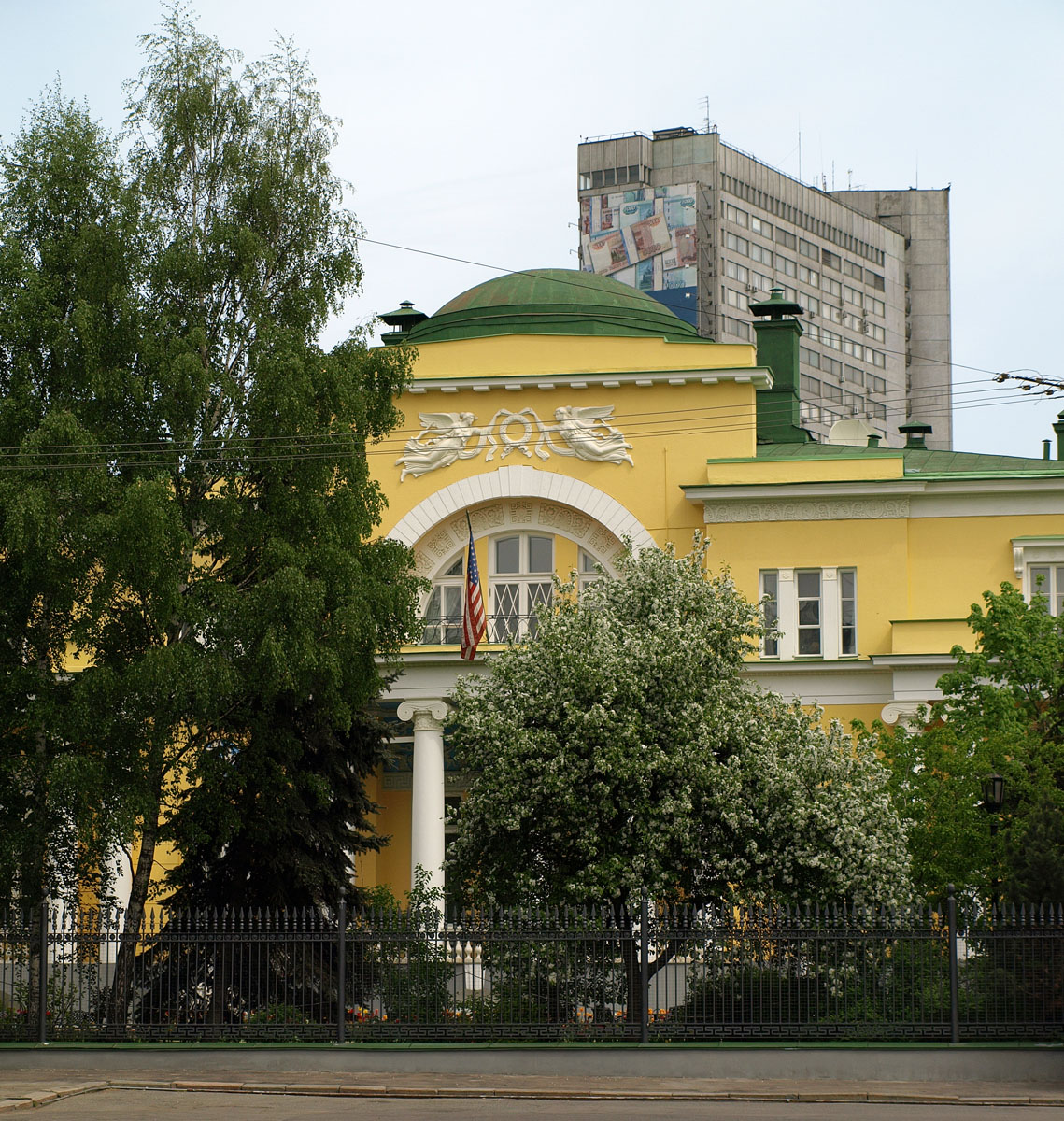
Дом 10. «Особняк Второва». Резиденция посла США.

- № 3. В первой половине XIX в. владение принадлежало Ю. В. Топильской, семье дочери участника Отечественной войны, декабриста В. И. Штейнгеля. Здесь в начале своей научной деятельности жил известный экономист А. П. Заболоцкий-Десятовский, выступивший в 1841 г. с требованием освобождения крестьян с землёй. В 1860 г. дом приобретает профессор зоологии Московского университета А. П. Богданов, один из основоположников антропологии в России, основатель Зоологического сада в Москве, Общества любителей естествознания, антропологии и этнографии, Политехнического музея Общества акклиматизации животных и растений. Здесь родился его сын Е. А. Богданов, один из основоположников зоотехники в СССР. Во флигелях дома жили многие артисты Малого театра, основатель бесплатных хоровых классов в Москве, композитор В. Н. Кашперов, а в начале XX века — драматург И. В. Шпажинский, автор либретто оперы Чайковского «Чародейка». Здесь он в 1904 г. написал пьесу «Самозванка (княжна Тараканова)». В советское время дом был несколько перестроен. До своего ареста в 1937 году в квартире 50 проживал революционер Г. И. Оппоков (А.Ломов)[1]; здесь же жил до своего ареста 2 сентября 1936 года советский государственный деятель А. Г. Шляпников[2]. В квартире 17 на пятом этаже жили писатели Аркадий Гайдар и Борис Губер, арестованный 20 июня 1937 года; на том же этаже по соседству жил поэт Илья Сельвинский. В 1960-х гг. на первом этаже разместился небольшой детский сад. Тогда же, на праздновании заведующей детсадом её юбилея, проводившемся, вопреки всем законам, в этом помещении, было совершено преступление — убийство молодого человека несколькими хулиганами — в то время такое обыденное для нашего времени преступление было редкостью и послужило основой фильма кинорежиссёра Л. Д. Аграновича «Обвиняются в убийстве» (1969). Вскоре детсад был закрыт. В 1931—1958 годах в этом доме жила Лиля Брик[3]. Сейчас в доме, построенном в 1930-х гг., находится Московская секция Советского Комитета ветеранов войны.[4]
В рамках гражданской инициативы «Последний адрес» на доме установлены мемориальные знаки с именами профсоюзного деятеля А. Г. Шляпникова, экономиста Г. И. Ломова-Оппокова, писателя Б. Г. Губера, служащих И. А. Полякова[5] и А. С. Краскина[6], расстрелянных в годы сталинских репрессий. В базе данных правозащитного общества «Мемориал» есть имена 10-ти жильцов этого дома, расстрелянных в годы террора[7]. Число погибших в лагерях ГУЛАГа не установлено.
- № 5/2 — доходный дом (1903, архитектор С. Ф. Воскресенский). Среди жильцов дома были зоолог Н. К. Кольцов, географ А. А. Крубер. В 1920-е годы — штаб-квартира АХРР. В 1920-х годах здесь жил и был арестован бывший обер-прокурор Святейшего Синода В. К. Саблер[8].
- № 7/1 — Посольство Монголии, консульский отдел;
- № 9 (не сохранился). Несохранившийся дом связан с именами друзей А. С. Пушкина: поэтом-партизаном Денисом Давыдовым, поэтом Н. М. Языковым и П. В. Нащокиным[4].

По чётной стороне:
- № 4a — Храм Спаса на Песках (Церковь Преображения Господня, что на Песках, на Арбате, с приделами Николая Чудотворца и Михаила Архангела, 1763). Построен в 1640-х годах стрельцами из государевых слобод на Арбате. Сначала храм, как водится, был деревянный. Дальнейшая постройка относится к 1706—1711 годам на месте ранее существовавшего деревянного храма XVII века, тогда же заимевший свою копию в Лефортово, в образе храма Петра и Павла на Солдатской улице — то ли оба храма были построены по типовому проекту, то ли арбатский храм стал примером для архитектурного подражания[9]. Традиционный московский пятиглавый храм с шатровой колокольней, один из последних, завершенных до введенного Петром I запрета на каменное строительство. В 1846 церковь приобрела готическую ограду, от которой сохранились современные церковные ворота. Именно Спас на Песках изображён на картине В. Д. Поленова «Московский дворик», написанной в 1877. Сам Поленов жил в одном квартале к северу, на углу Трубниковского переулка и Большого Толстовского переулка (современной Композиторской улицы). Храм был закрыт в 1933 году (его последний настоятель отец Сергий Успенский перешёл в церковь Николая Чудотворца на Щепах, находившуюся на Смоленской площади, но вскоре был арестован и расстрелян в Бутово; причислен к лику святых — память 7 декабря; он изображен Павлом Кориным на эскизах к картине «Реквием по Руси». Максим Горький, посетивший мастерскую Корина в мансарде арбатского дома № 23, посоветовал изменить название на более нейтральное «Уходящая Русь».[9]), затем здание было отдано под мастерские «Союзмультфильма», благодаря чему и сохранилось — там делали кукол для кукольных мультфильмов — отсюда, в частности, вышли Чебурашка, Старуха Шапокляк и Крокодил Гена. С окончанием советской власти мастерские были выселены, сама церковь отремонтирована, ей был возвращён дворик (при советской власти отошедший примыкавшему Пушкинскому скверу), и в 1991 г. церковь была вновь открыта.
- № 6, стр. 1 — жилой дом А. Г. Щепочкиной (жены поручика П. Г. Щепочкина), в основе постройка XVIII века, построен в 1820, перестроен в 1871, 1907. В 1820-х гг. тут жил поэт и переводчик Илья Полугарский, член Вольного общества российской словесности[4][10]. Этот одноэтажный домик отличается от своих ампирных современников необычным для «дворянских гнёзд» арочным антаблементом (аналогичное арочное завершение сохранилось у деревянной купеческой усадьбы по Большой Ордынке, 45). Ворота, примыкающие к дому, намного старше его — они выстроены из того же кирпича, что и Спасопесковский храм; вероятно, они некогда входили в церковную ограду.
- № 6, стр. 7 — школа № 1231 им. В. Д. Поленова (с углублённым изучением французского языка); построена в 1936 году по проекту архитектора И. А. Кириллова[11]; значилась как среднеобразовательная школа № 71, предназначенная для девочек — тогда образование было раздельным; в самом начале 1960-х школа стала известна как спецшкола № 12 с преподаванием ряда предметов на французском языке, именно в те годы школа приобрела очень высокий статус, были введены приёмные экзамены и само заведение определили как «школа для особо одарённых детей», по поводу чего сами ученики язвили: «школа для детей особо одарённых родителей»; с конца 1980-х получила свой современный номер. В этой школе учились многие впоследствии ставшие известными артисты, журналисты, литераторы, дипломаты, переводчики: актёры Сергей Малишевский, Игорь Шароев, Рубен Е. Симонов, Ольга Барнет, Галина Ремизова, Елена Строева, Любовь Руденко, Егор Бероев, Мария Рыщенкова, Алёна Хмельницкая, Егор Кончаловский (Михалков), Александр Стриженов, музыкальный критик и автор юморесок Виктор Коршиков, поэт и эссеист Татьяна Щербина, журналисты Сергей Пархоменко, Инна Нусинова, писатель и журналист Дмитрий Глуховский, политики Алексей Пушков, Петр Толстой, убитый в Турции дипломат Андрей Карлов, известная по фильму «Гостья из будущего» юная актриса Марианна Ионесян, киноведы Наталья Нусинова и Наталия Разлогова (последняя возлюбленная Виктора Цоя), художник Илья Комов, художница Елена Ульянова, художник и издатель Максим Блох, коммерческий директор цирка на Цветном бульваре Михаил Седов (убит в начале 1990-х), правозащитник Михаил Ривкин, политический журналист и член исполкома Европейской конфедерации по связям с общественностью (CERP) Сергей Беленков, скульптор Екатерина Серова (праправнучка живописца Валентина Серова).
- № 8 — усадьба А. Г. Щепочкиной — Н. А. Львова, 1 половина XIX века, перестроен в 1884 году архитектором В. П. Гавриловым. Здесь в 1840—1880-х гг. жил Н. А. Львов, внук двух известных российских деятелей: архитектора, художника, поэта, переводчика, музыканта, члена Российской Академии Н. А. Львова и графа Н. С. Мордвинова, который в 1826 г. был единственным из членов Верховного уголовного суда, отказавшимся подписать смертный приговор декабристам. Владелец дома Н. А. Львов был почитателем А. С. Пушкина. С разрешения московских властей он в 1871 г. на свои средства напротив дома на Спасопесковской площади, прямо вплотную к дворику при церкви Спаса на Песках, разбил сквер («общественный сад»), назвав его Пушкинским в память частого пребывания великого поэта у своих друзей в близлежащих арбатских переулках. Со временем название в честь великого поэта утратилось, сквер овальной формы окрестные жители прозвали «кружком». Он сохранился до сих пор, а в 1993 году в нём был установлен памятник А. С. Пушкину на средства профессора Венского университета Герхарда Ягшитца[12]. В 1920-х гг. тут находилось издательство Центрального Статистического Управления (ЦСУ), редакция журнала «Вестник статистики». Тогда же жил В. С. Немчинов, известный советский экономист и статистик[4]. С 1960-х гг. в здании размещалось посольство Сомали. Сейчас здание занимает резиденция посла Испании.
- № 10 — особняк Второва. Образец чистого неоклассического ретроспективизма построен в 1913—1915 по заказу Н. А. Второва архитекторами В. Д. Адамовичем и В. М. Маятом на месте бывшей усадьбы Лобановых-Ростовских. В 1918—1933 здесь размещались государственные учреждения и жилые квартиры,[13] в 1920-х гг. здесь, как и в доме рядом № 8, помещались отделы ЦСУ, а с 1933 — резиденция посла США, известная как Спасо-хаус. Здесь жили во время государственных визитов Эйзенхауэр, Никсон, Рейган. На приёме в 1976 году дом вместил 3001 гостя.[13]